# 1871 a labdarúgásban
Ez a szócikk 1871 labdarúgással kapcsolatos eseményeit mutatja be.

## Események
- február 25. – Anglia - Skócia 1–1.
- július 20. – Egy Charles William Alcock és az Angol labdarúgó-szövetség közötti találkozón megszületik az FA Kupa ötlete. Az első kiírásban 15 csapat vett részt.
- november 18. – Anglia - Skócia, Londonban ezúttal 2–1

## 1871-ben alapított labdarúgóklubok
- Horsham FC
- Reading FC
- Turton FC
- Uxbridge FC

## Születések
- november 13. – William Beats, angol labdarúgó